# Savage Dragon
Savage Dragon (parfois simplement appelé The Dragon) est un personnage de comics créé par Erik Larsen, dont la série est publiée par Image Comics. Le personnage est apparu comme Dragon dans  Graphic Fantasy # 1 (Juin 1982) et est apparue comme  "Dragon Savage» dans Megaton n ° 3 (Février 1986).. La première apparition du personnage dans sa version actuelle date de juillet 1992, dans Savage Dragon #1, mais il existait des versions antérieures du Savage Dragon, créé lors de l’adolescence d'Erik Larsen, qu’il a parfois publiées à compte d'auteur.
Savage Dragon a été considéré comme l'un des plus grands personnages de bandes dessinées par le magazine Wizard et l'un des plus grands héros de bandes dessinées de tous les temps par IGN.

## Synopsis
Le Dragon est un humanoïde à la peau verte, possédant un aileron sur le sommet du crâne et seulement deux orteils à chaque pied. Il est également doté d’un facteur auto-guérisseur qui lui permet de faire repousser ses membres s’ils sont coupés. Il est amnésique et ses premiers souvenirs remontent à son réveil dans un incendie à Chicago. De ce fait, l’origine de ses pouvoirs, de son apparence physique ainsi que son identité demeurent des mystères tout au long de la série, jusqu’à la publication en 2006 du numéro 0 de Savage Dragon. Dans les premiers épisodes, il devient officier de police et combat des mutants criminels qui terrorisent Chicago. La police de Chicago le charge de constituer une équipe de super-héros dans un premier temps. Cette équipe de Freaks est composée de Ricochet, Barbaricus, Dart, Rapture et Horridus. Dès le numéro 6 de la série, l’équipe décide de se séparer de ses attaches gouvernementales pour mener son propre combat, en raison de restrictions de plus en plus importantes qui leur sont imposées. Elle continuera sa carrière sous le nom de Freak Force et aura droit à sa propre série dérivée. Cette séparation n’entachera pas les bonnes relations que le Dragon entretient avec chacun des membres, puisqu’il aura une liaison avec Rapture.
À la suite d’un crossover avec les personnages de Mars Attacks!, Savage Dragon est suspendu de ses fonctions dans la police. Il est contacté par le gouvernement américain pour monter une nouvelle équipe de super-héros, indépendante de la police.
Avec Spawn, Savage Dragon est la seule série originelle d’Image Comics qui soit encore publiée en 2013, et la seule à la fois écrite et dessinée par son créateur. Le personnage du Dragon a été adapté sous la forme d´une série animée de 26 épisodes diffusée pendant la saison 1994-1995.
La série se caractérise particulièrement par un humour incisif et une liberté de ton rare. L’auteur y cumule parodies, références et hommages à de nombreux auteurs et personnages de comics.

## À noter
Il existe deux numéros 13 de Savage Dragon. Une première version a été réalisée par Jim Lee et Brandon Choi en octobre 1994, à l’occasion du « mois X » qui concernait toutes les publications Image. Chaque numéro devant paraître ce mois est confié à des équipes artistiques différentes des créateurs de la série. Cependant quelques mois plus tard, Erik Larsen, artiste perfectionniste, revient sur sa décision et affirme qu’il n'existera pas un numéro du Savage Dragon non dessiné par ses soins. Il réécrit donc un numéro 13 pour prendre la place du run de Jim Lee et Brandon Choi.

## Publications

### Semic
En France, la série a été publiée partiellement par Semic. Les fans francophones du Dragon ne pourront malheureusement se procurer que la mini-série initiale (1 album) et les 8 premiers épisodes de la série continue Savage Dragon (4 numéros), alors que la série a atteint le numéro 186 aux États-Unis en avril 2013.
Cependant, à l’occasion de cross-over, les lecteurs francophones ont pu retrouver le personnage de manière ponctuelle :
- Collection Image no 10 : Altered Image, cross-over réunissant Savage Dragon, Witchblade, Spawn, Shadowhawk, Majestic et Maxx (Semic, janvier 1999)
- Superman hors-série no 3 : Superman/Savage Dragon (Semic, mars 2001)
- Collection Image no 18 : Savage Dragon #47-48, relatant une rencontre avec Hellboy, plus une histoire courte tirée du numéro 4 (Semic, avril 2004)
- Spawn T.5 Rédemption : épisodes de Spawn où le Dragon apparaît (Delcourt, 2008)

On peut voir également voir le personnage dans la série Judgment Day (2 numéros chez Génération Comics, septembre 1998 - juin 1999), où il ne joue qu'un rôle mineur.

### Delcourt
En 2010, Delcourt entreprend une édition intégrale de Savage Dragon dans la collection « Contrebande ». Le premier album sort le 20 janvier 2010. Les 15 et 16 juin 2010 on peut lire sur le site internet de Delcourt que "les premiers éléments de vente semblent peu encourageants" et que les éditeurs sont "déçus par les résultats de ce premier tome". Le 10 octobre 2011, l'éditeur indique que "La publication de Savage Dragon tome 2 n'est pas programmée dans l'immédiat. Les résultats sur les ventes du tome 1 ont été extrêmement décevants, et compte tenu des frais engagés (nécessité de re-scanner la quasi-totalité des pages) pour réaliser cet ouvrage d'une part, et de la conjoncture du marché d'autre part, nous nous situons au-delà d'un risque "raisonnable". Nous mettons donc ce projet de côté dans l'immédiat".

## Médias
- En 1995, Savage Dragon a fait l'objet d'une adaptation en dessin animé pour la télévision. Le feuilleton, constitué de 26 épisodes, était produit par Universal Animation Studios et diffusé aux États-Unis sur la chaîne USA Network, dans le cadre du bloc de programmation Cartoon Express. Une version francophone de la série fut diffusée sur la chaîne québécoise Télétoon en 1998 sous le titre Dragon Sauvage [1]. Les comédiens Jim Cummings (en V.O.) et Benoît Rousseau[2] (en V.F.Q.) prêtaient leur voix au personnage de Dragon. À ce jour, la série n'a jamais été diffusée sur une chaîne française, et n'a fait l'objet d'aucune sortie en DVD ni Blu-Ray, qu'il s'agisse de la version anglaise ou francophone.
- Le 9 septembre 2014, Erik Larsen signalait sur ses comptes Twitter et Facebook qu'il venait d'achever la rédaction d'un scénario pour un long-métrage consacré à Savage Dragon[3],[4].